# Rudi Telwe
Rudi Telwe foi um futebolista indonésio. 

## Carreira
Rudi Telwe fez parte do elenco da histórica Seleção das Índias Orientais Holandesas que disputou a Copa do Mundo de 1938.

## Ligações Externas
- Perfil em Fifa.com (em inglês)